# Norrländska mästerskapet i fotboll
Norrländska mästerskapet i fotboll, från och med 1936 Norrländska seriemästerskapet, även kallat Nordsvenska mästerskapet, var en utslagsturnering i fotboll för herrar åren 1925-1953. Turneringen spelades för lag från Norrland, då Sveriges högre divisioner ännu inte var öppna för lag från stora delar av Norrland. Antalet deltagande lag, och intresset för turneringen, varierade mellan olika år. Lag från Gästrikland fick inte delta.

## Historik
Under åren 1925–29 och 1932 arrangerades Norrländska mästerskapen i fotboll som en utslagsturnering för de norrländska distriktsmästarna. Den upphörde därefter.
En variant av tävlingen återuppstod 1936 under namnet Norrländska seriemästerskapen, som en utslagsturnering mellan seriesegrarna i Övre och Nedre Norrländska, samt Norra Uppsvenska serierna. Från och med 1941 deltog även segraren från Malmfältsserien.

## Finaler
| Norrländska Mästerskapet      | Norrländska Mästerskapet | Norrländska Mästerskapet | Norrländska Mästerskapet | Norrländska Mästerskapet    | Norrländska Mästerskapet |
| År                            | Vinnare                  | Res                      | Förlorare                | Arena                       | Publik                   |
| ----------------------------- | ------------------------ | ------------------------ | ------------------------ | --------------------------- | ------------------------ |
| 1925                          | Strands IF               | 2 – 1                    | Bodens BK                | okänd                       |                          |
| 1926                          | Bodens BK                | 2 – 0                    | IFK Östersund            | okänd                       |                          |
| 1927                          | Söderhamns Skärgårds IF  | 8 – 1                    | IFK Östersund            | Skärgårdens IP, Söderhamn   |                          |
| 1928                          | Bodens BK                | 2 – 1                    | GIF Sundsvall            | okänd                       |                          |
| 1929                          | Bodens BK                | 3 – 2                    | Norrbyskärs GIK          | okänd                       |                          |
| 1930                          | Ingen tävling            | Ingen tävling            | Ingen tävling            | Ingen tävling               | Ingen tävling            |
| 1931                          | Ingen tävling            | Ingen tävling            | Ingen tävling            | Ingen tävling               | Ingen tävling            |
| 1932                          | Malmbergets AIF          | 3 – 2                    | Ljusne AIK               | Malmbergets IP              |                          |
| 1933                          | Ingen tävling            | Ingen tävling            | Ingen tävling            | Ingen tävling               | Ingen tävling            |
| 1934                          | Ingen tävling            | Ingen tävling            | Ingen tävling            | Ingen tävling               | Ingen tävling            |
| 1935                          | Ingen tävling            | Ingen tävling            | Ingen tävling            | Ingen tävling               | Ingen tävling            |
| Norrländska Seriemästerskapet |                          |                          |                          |                             |                          |
| 1936                          | Bodens BK                | 5 – 0                    | Kubikenborgs IF          | Bandyvallen, Boden          |                          |
| 1937                          | Bodens BK                | 3 – 2                    | Sandviks IK              | Bandyvallen, Boden          |                          |
| 1938                          | Bodens BK                | 5 – 4                    | Kramfors IF              | Kramfors IP                 |                          |
| 1939                          | Domsjö IF                | 2 – 1                    | Bodens BK                | okänd                       |                          |
| 1940                          | Ingen tävling            | Ingen tävling            | Ingen tävling            | Ingen tävling               | Ingen tävling            |
| 1941                          | Bodens BK                | 6 – 0                    | IF Älgarna               | Bandyvallen, Boden          |                          |
| 1942                          | GIF Sundsvall            | 2 – 1                    | IFK Holmsund             | Norrporten Arena            |                          |
| 1943                          | IF Friska Viljor         | 4 – 1                    | IFK Holmsund             | Kamratvallen, Holmsund      |                          |
| 1944                          | Bodens BK                | 2 – 0                    | Sävenäs/Rönnskärs IF     | Norrvalla IP, Skellefteå    |                          |
| 1945                          | Ingen tävling            | Ingen tävling            | Ingen tävling            | Ingen tävling               | Ingen tävling            |
| 1946                          | Ingen tävling            | Ingen tävling            | Ingen tävling            | Ingen tävling               | Ingen tävling            |
| 1947                          | Ljusne AIK               | 4 – 3                    | Skellefteå AIK           | Råsunda Fotbollstadion      |                          |
| 1948                          | IFK Holmsund             | 5 – 3                    | Fagerviks GF             | Kamratvallen, Holmsund      |                          |
| 1949                          | IFK Östersund            | 2 – 1                    | Bodens BK                | Norrporten Arena            | 1 827                    |
| 1950                          | Skellefteå AIK           | 4 – 0                    | Ljusdals IF              | Gammliavallen, Umeå         | 1 827                    |
| 1951                          | Skellefteå AIK           | 12 – 00                  | GIF Sundsvall            | Norrporten Arena, Sundsvall | 2 827                    |
| 1952                          | Lycksele IF              | 3 – 0                    | IF Älgarna               | Tannen, Lycksele            | 1 300                    |
| 1953                          | Fagerviks GF             | 3 – 1                    | Lycksele IF              | Norrporten Arena, Sundsvall | 3 287                    |

### Fotnoter
1. 1 2 3 4  B. Burman (1943). ”Femte bandet: Lahtis–Röse” (Bild). Nordisk Familjeboks Sportlexikon. Klara Civiltryckeri AB, Stockholm. sid. 114–1148. https://runeberg.org/sportlex/5/0414.html. Läst 23 juni 2022.
2. ↑  Johan Jentell & Patrik Bodin. ”Norrländska Mästerskapet 1925”. aik.se. AIK. https://www.aik.se/sektioner/fotboll/statistik/matches.php?seasonid=2057. Läst 23 juni 2022.
3. ↑  Johan Jentell & Patrik Bodin. ”Norrländska Mästerskapet 1926”. aik.se. AIK. https://www.aik.se/sektioner/fotboll/statistik/matches.php?seasonid=2059. Läst 23 juni 2022.
4. ↑  Johan Jentell & Patrik Bodin. ”Norrländska Mästerskapet 1927”. aik.se. AIK. https://www.aik.se/sektioner/fotboll/statistik/matches.php?seasonid=2060. Läst 23 juni 2022.
5. ↑  Johan Jentell & Patrik Bodin. ”Norrländska Mästerskapet 1928”. aik.se. AIK. https://www.aik.se/sektioner/fotboll/statistik/matches.php?seasonid=2061. Läst 23 juni 2022.
6. ↑  Johan Jentell & Patrik Bodin. ”Norrländska Mästerskapet 1929”. aik.se. AIK. https://www.aik.se/sektioner/fotboll/statistik/matches.php?seasonid=2062. Läst 23 juni 2022.
7. ↑  Johan Jentell & Patrik Bodin. ”Norrländska Mästerskapet 1932”. aik.se. AIK. https://www.aik.se/sektioner/fotboll/statistik/matches.php?seasonid=2064. Läst 23 juni 2022.
8. ↑  Johan Jentell & Patrik Bodin. ”Norrländska Mästerskapet 1936”. aik.se. AIK. https://www.aik.se/sektioner/fotboll/statistik/matches.php?seasonid=2066. Läst 23 juni 2022.
9. ↑  Johan Jentell & Patrik Bodin. ”Norrländska Mästerskapet 1937”. aik.se. AIK. https://www.aik.se/sektioner/fotboll/statistik/matches.php?seasonid=2067. Läst 23 juni 2022.
10. ↑  Johan Jentell & Patrik Bodin. ”Norrländska Mästerskapet 1938”. aik.se. AIK. https://www.aik.se/sektioner/fotboll/statistik/matches.php?seasonid=2068. Läst 23 juni 2022.
11. ↑  Johan Jentell & Patrik Bodin. ”Norrländska Mästerskapet 1939”. aik.se. AIK. https://www.aik.se/sektioner/fotboll/statistik/matches.php?seasonid=2069. Läst 23 juni 2022.
12. ↑  Johan Jentell & Patrik Bodin. ”Norrländska Mästerskapet 1941”. aik.se. AIK. https://www.aik.se/sektioner/fotboll/statistik/matches.php?seasonid=2071. Läst 23 juni 2022.
13. ↑  Johan Jentell & Patrik Bodin. ”Norrländska Mästerskapet 1942”. aik.se. AIK. https://www.aik.se/sektioner/fotboll/statistik/matches.php?seasonid=2072. Läst 23 juni 2022.
14. ↑  Johan Jentell & Patrik Bodin. ”Norrländska Mästerskapet 1943”. aik.se. AIK. https://www.aik.se/sektioner/fotboll/statistik/matches.php?seasonid=2073. Läst 23 juni 2022.
15. ↑  Johan Jentell & Patrik Bodin. ”Norrländska Mästerskapet 1944”. aik.se. AIK. https://www.aik.se/sektioner/fotboll/statistik/matches.php?seasonid=2074. Läst 23 juni 2022.
16. ↑  Johan Jentell & Patrik Bodin. ”Norrländska Mästerskapet 1947”. aik.se. AIK. https://www.aik.se/sektioner/fotboll/statistik/matches.php?seasonid=2076. Läst 23 juni 2022.
17. ↑  Johan Jentell & Patrik Bodin. ”Norrländska Mästerskapet 1948”. aik.se. AIK. https://www.aik.se/sektioner/fotboll/statistik/matches.php?seasonid=2077. Läst 23 juni 2022.
18. ↑  Johan Jentell & Patrik Bodin. ”Norrländska Mästerskapet 1949”. aik.se. AIK. https://www.aik.se/sektioner/fotboll/statistik/matches.php?seasonid=2078. Läst 23 juni 2022.
19. ↑  Johan Jentell & Patrik Bodin. ”Norrländska Mästerskapet 1950”. aik.se. AIK. https://www.aik.se/sektioner/fotboll/statistik/matches.php?seasonid=2079. Läst 23 juni 2022.
20. 1 2  Johan Jentell & Patrik Bodin. ”Norrländska Mästerskapet 1951”. aik.se. AIK. https://www.aik.se/sektioner/fotboll/statistik/matches.php?seasonid=2080. Läst 23 juni 2022.
21. ↑  Johan Jentell & Patrik Bodin. ”Norrländska Mästerskapet 1952”. aik.se. AIK. https://www.aik.se/sektioner/fotboll/statistik/matches.php?seasonid=2081. Läst 23 juni 2022.